# Zeller Ache
Zeller Ache är ett vattendrag i Österrike. Det ligger i förbundslandet Oberösterreich, i den centrala delen av landet, 230 km väster om huvudstaden Wien.
I omgivningarna runt Zeller Ache växer i huvudsak blandskog. Runt Zeller Ache är det ganska tätbefolkat, med 129 invånare per kvadratkilometer.